# Leucovis alba
Leucovis alba is een vlinder uit de familie uilen (Noctuidae). De wetenschappelijke naam van deze soort is voor het eerst geldig gepubliceerd in 1897 door Rothschild.
De soort komt voor in tropisch Afrika.